# هالسدورف
هالسدورف (به آلمانی: Halsdorf) یک شهر در آلمان است که در بیتبورگ-پروم واقع شده‌است.